# 1900년 하계 올림픽 수영
1900년 하계 올림픽 수영은 프랑스 파리에서 개최된 1900년 하계 올림픽의 경기 종목이다. 1900년 8월 11일부터 19일까지 프랑스 파리 북서쪽 교외에 있는 아니에르쉬르센을 흐르는 센강에서 진행되었다. 12개국에서 76명의 선수가 참가하였으며, 남자 경기만 진행되었다.

## 세부 종목
1900년 하계 올림픽 수영은 7개의 세부 종목으로 진행되었으며, 남자 경기만 진행되었다.
| - 자유형 - 200m - 1000m - 4000m | - 배영 - 200m | - 기타 종목 - 200m 단체 - 200m 장애물 - 잠영 |

## 참가국
12개국에서 76명의 선수가 참가하였다.
- 네덜란드 (4명)
- 덴마크 (1명)
- 독일 (6명)
- 미국 (2명)
- 벨기에 (1명)
- 스웨덴 (1명)
- 영국 (7명)
- 오스트레일리아 (1명)
- 오스트리아 (3명)
- 이탈리아 (2명)
- 프랑스 (47명)
- 헝가리 (1명)

## 메달 집계

### 최종 순위
| 순위 | 국가           | 금메달 | 은메달 | 동메달 | 합계 |
| ---- | -------------- | ------ | ------ | ------ | ---- |
| 1    | 영국           | 2      | 0      | 1      | 3    |
| 2    | 독일           | 2      | 0      | 0      | 2    |
| 2    | 오스트레일리아 | 2      | 0      | 0      | 2    |
| 4    | 프랑스         | 1      | 2      | 2      | 5    |
| 5    | 오스트리아     | 0      | 3      | 1      | 4    |
| 6    | 헝가리         | 0      | 2      | 1      | 3    |
| 7    | 네덜란드       | 0      | 0      | 1      | 1    |
| 7    | 덴마크         | 0      | 0      | 1      | 1    |
| 합계 | 합계           | 7      | 7      | 7      | 21   |

### 메달리스트
| 종목                     | 금 | 은                                                                             | 동                                                                         |
| ------------------------ | --- | ------------------------------------------------------------------------------ | -------------------------------------------------------------------------- |
| 남자 자유형 200m 자세히  | 프레데릭 레인 · 오스트레일리아                                                                            | 졸탄 헐머이 · 헝가리                                                           | 카를 루베를 · 오스트리아                                                   |
| 남자 자유형 1000m 자세히 | 존 아서 자비스 · 영국                                                                                     | 오토 발레 · 오스트리아                                                         | 졸탄 헐머이 · 헝가리                                                       |
| 남자 자유형 4000m 자세히 | 존 아서 자비스 · 영국                                                                                     | 졸탄 헐머이 · 헝가리                                                           | 루이 마르팅 · 프랑스                                                       |
| 남자 배영 200m 자세히    | 에른스트 호펜베르크 · 독일                                                                                | 카를 루베를 · 오스트리아                                                       | 요하네스 드로스트 · 네덜란드                                               |
| 남자 200m 단체 자세히    | 독일 (GER) · 에른스트 호펜베르크 · 막스 하인레 · 율리우스 프라이 · 막스 쇠네 · 헤르베르트 폰 페터스도르프 | 프랑스 (FRA) · 모리스 호슈피드 · 빅터 호슈피드 · 베르트랑 · 베르베케 · M. 카데 | 프랑스 (FRA) · 타르타라 · 루이 마르탱 · 데시레 메르셰즈 · 장 뢰일뢰 · 우방 |
| 남자 200m 장애물 자세히  | 프레데릭 레인 · 오스트레일리아                                                                            | 오토 발레 · 오스트리아                                                         | 피터 켐프 · 영국                                                           |
| 남자 잠영 자세히         | 샤를 드 벤데빌레 · 프랑스                                                                                 | 앙드레 식스 · 프랑스                                                           | 피터 뤼케베르 · 덴마크                                                     |

## 참고 자료
- 국제 올림픽 위원회 - 1900년 하계 올림픽 수영 경기 결과 (영어)
- De Wael, Herman (2006년 2월 25일). 《Herman's Full Olympians: "Swimming 1900"》. 2008년 5월 3일에 원본 문서에서 보존된 문서. 2008년 3월 19일에 확인함.
- Mallon, Bill (1998). 《The 1900 Olympic Games, Results for All Competitors in All Events, with Commentary》. Jefferson, North Carolina: McFarland & Company, Inc., Publishers. ISBN 0-7864-0378-0.

| 올림픽 수영 |                                   |                   |
| 이전 대회   | 1900년 하계 올림픽 수영 파리 1900 | 다음 대회         |
| 아테네 1896 | 1900년 하계 올림픽 수영 파리 1900 | 세인트루이스 1904 |